# سرزمین کراسنودار

سرزمین کراسنودار در نقشهٔ روسیه.

سرزمین کراسنودار (به انگلیسی: Krasnodar Krai) (به روسی: Краснода́рский край, Krasnodarsky kray) یکی از سرزمین های کشور روسیه است. این سرزمین به همراه پنج واحد فدرال دیگر اطراف آن تشکیل ناحیه فدرالی جنوبی را داده‌اند.

## موقعیت جغرافیایی
سرزمین کراسنودار در غربی‌ترین بخش از ناحیه فدرالی جنوبی قرار دارد. این سرزمین از شمال به دریای آزوف و از غرب به دریای سیاه محدود شده‌است.
جمهوری آدیغیه که یکی دیگر از شش واحد فدرال تشکیل دهنده ناحیه فدرالی جنوبی است ، به‌طور کامل در داخل مرزهای سرزمین کراسنودار محصور است.

## جمعیت و مساحت
جمعیت این سرزمین را در سال ۲۰۱۴ میلادی برابر با ۵٬۴۰۴٬۳۰۰ نفر تخمین زده‌اند.

## شهرهای مهم
چهار شهر مهم آن عبارتند از: کراسنودار، سوچی، نووروسیسک و آرماویر.